# Csiffáry Imre
Csiffáry Imre (Nemespann, 1818. szeptember 16. – Nemespann, 1904. december 27.) nemespanni bíró, huszár, 48-as nemzetőr.

## Élete
...egyike volt a régi nemesi világ klasszikus alakjainak.
Szülei Csiffáry Imre és Polyák Katalin voltak.
1835-ben, 17 évesen önként belépett a 8. Coburg huszárezredbe. Innét 1848 februárjában szerelt le őrmesteri rangban.
Az 1848-as forradalom kitörése után nemzetőrnek állt, ahol már hadnagyi rangban szolgált. A szabadságharc leverése után a szülőfaluja törvénybírójává választották. 1859-ben közfelkiáltással bíróvá választották. 1868-1871 között ismét törvénybíró és esküdt, 1871-1877 között újból bíró, 1877-1890 között megintcsak törvénybíró és 1890-től 1902-ig Nemespann bírája volt. Valószínűleg az 1902-es tisztújításkor önként visszavonult.
1862-ben többekkel adakozott a MTA székháza javára szervezett országos gyűjtésen. 1865-ben a nemespanni római katolikus iskola új épülete az ő közbenjárásának köszönhető. Az épület a mai napig áll, ma szabadidőközpontként működik, illetve itt található a községi könyvtár is. 1897-ben Budapesten járhatott.
1904. december 30-án helyezték örök nyugalomra Nemespannon.
Felesége Timoraczky Katalin (1828-1883). Veje Agárdy László (1872-1949) kántortanító, unokája Agárdy Gyula (1895-1944) piarista gimnáziumi tanár, karikatúra-rajzoló, illetve Csiffáry Jenő (1895-1967) kántortanító. Unokája Brigitta férje volt Bánszky Mihály (1870-1943) építési vállalkozó, építész.

## Elismerései

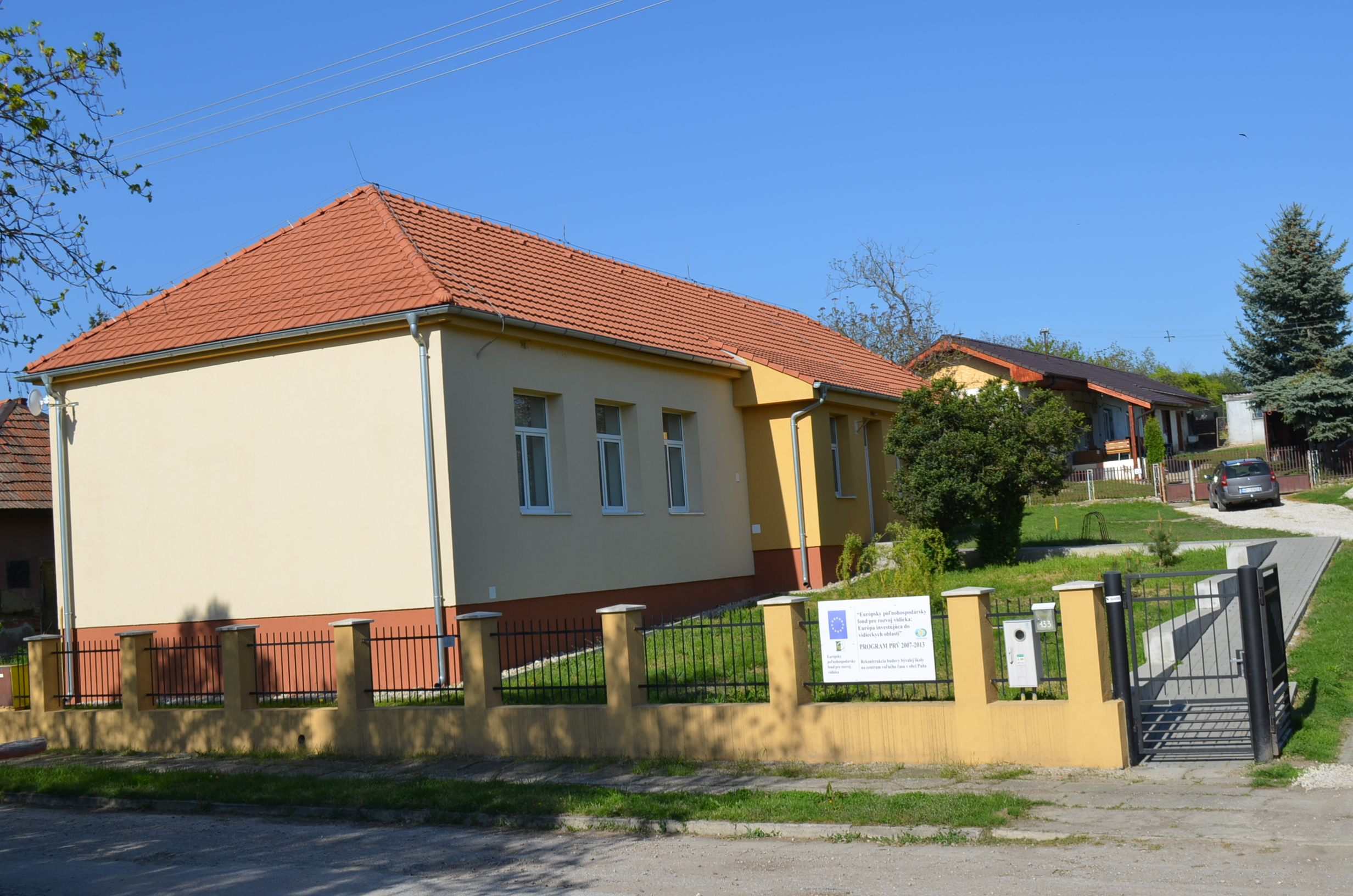
Az egykori katolikus iskola Nemespannon
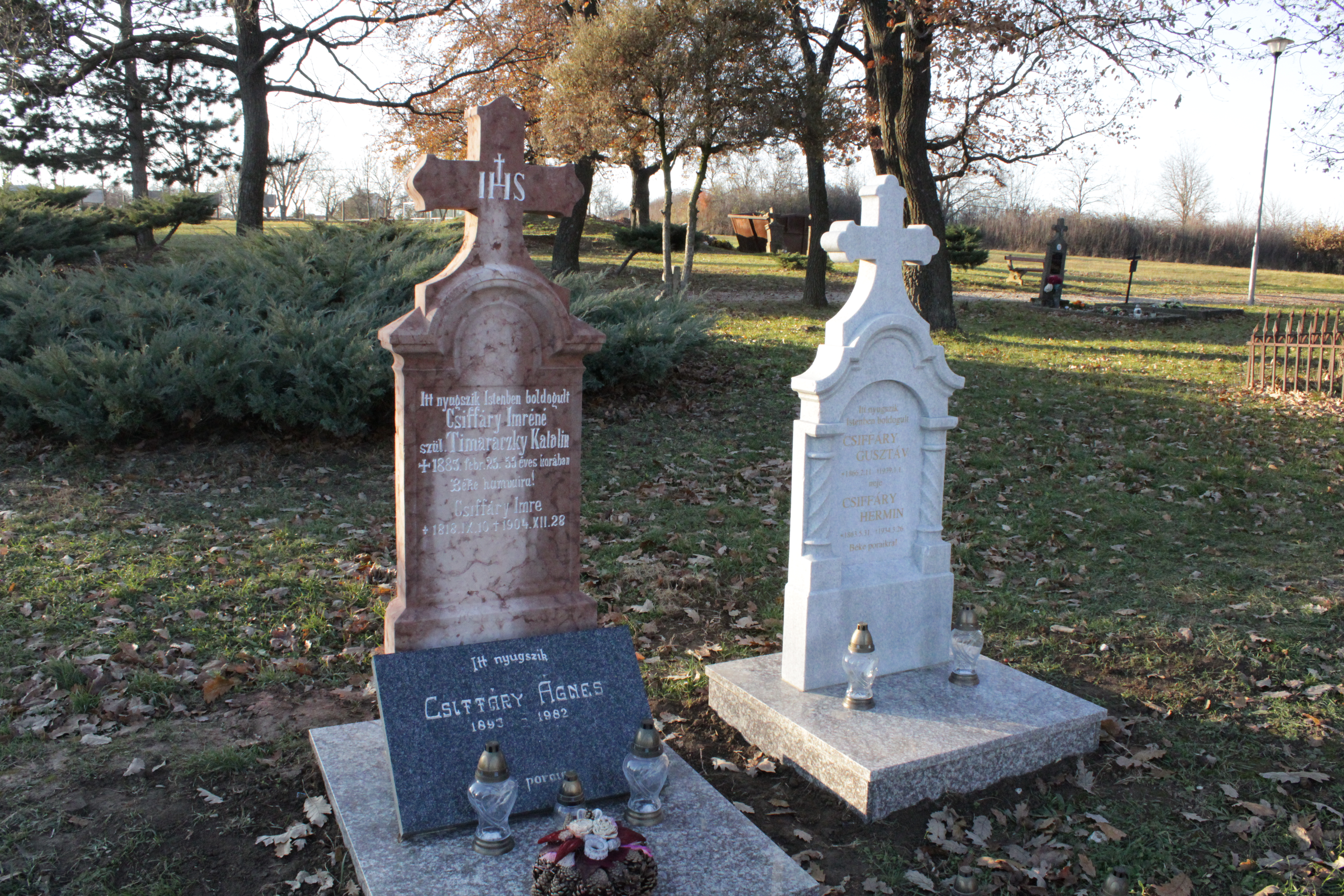
2024

- 1902 Koronás ezüst érdemkereszt